# Microstylum incomptum
Microstylum incomptum là một loài ruồi trong họ Asilidae. Microstylum incomptum được Walker miêu tả năm 1857. Loài này phân bố ở miền Ấn Độ - Mã Lai.